# Herta Ilk
Herta Ilse Käte Ilk (* 9. September 1902 in Brieg/Schlesien; † 29. August 1972 in Augsburg) war eine deutsche Politikerin der Deutschen Demokratischen Partei (DDP), seit 1947 der FDP.

## Leben und Beruf
Herta Ilk, geb. Gerdessen, besuchte das Privatlyzeum in Brieg und Beuthen, das Oberlyzeum in Kattowitz und legte an der Oberrealschule in Beuthen 1922 die Abiturprüfung ab. Anschließend studierte sie in Beuthen Rechts- und Staatswissenschaften an der Universität Breslau. Um ihren Lebensunterhalt zu verdienen, arbeitete sie während des Studiums etwa zwei Jahre als Werkstudentin bei der Deutschen Bank in Breslau und danach für sieben Monate in einem kaufmännischen Unternehmen. 1925 legte sie das Referendarexamen ab und absolvierte den juristischen Vorbereitungsdienst im Oberlandesgerichtsbezirk Breslau bei der Staatsanwaltschaft, am Amtsgericht, Landgericht und Oberlandesgericht Breslau sowie bei einem Rechtsanwalt in Breslau. 1928 bestand Ilk das Assessorexamen und wurde zum Gerichtsassessor ernannt. Im Jahr 1929 heiratete sie den Staatsanwalt Wilhelm Ilk und gab ihre Berufstätigkeit auf. Ende 1930 wurde ihr Sohn Franz Hugo geboren, der kurz nach der Geburt starb. Mehrere Jahre arbeitete Ilk dann in der Zentrale für Jugendfürsorge bei der Jugendgerichtshilfe in Breslau und der Rechtsberatungsstelle des Vaterländischen Frauenvereins vom Roten Kreuz. 1931 promovierte sie – für Frauen in dieser Zeit noch immer eine Seltenheit – zum Heimarbeitsgesetz über Die zivilrechtliche Stellung des Zwischenmeisters. Ihr Mann wurde 1933 aus politischen Gründen vom Dienst suspendiert. Während der Zeit des Nationalsozialismus litt das Ehepaar unter der Angst aus politischen Gründen nach Theresienstadt abtransportiert zu werden. 1939 erfolgte die Übersiedlung von Breslau nach Augsburg, wo Herta Ilk wieder ehrenamtlich tätig war: im Landesvorstand und Kriegsverband Augsburg des Bayerischen Roten Kreuzes sowie in zahlreichen Frauenverbänden. Nach Kriegsbeginn musste sie in Augsburg bei der Dresdner Bank und bei der Volksbank Kriegseinsatz leisten. Nach dem Krieg war sie als Rechtsanwältin in Augsburg tätig.

## Politikerin und Frauenrechtlerin
Von 1919 bis 1933 war Herta Ilk Mitglied der DDP, trat 1947 in die FDP ein, und war Gründungsmitglied der bayerischen FDP. Von 1948 bis 1953 war sie Mitglied des Landesvorstandes der FDP in Bayern und von 1950 bis 1964 Mitglied des Bundesvorstandes der FDP. 1949 zog sie über die Landesliste in den Deutschen Bundestag ein, dem sie bis 1957 angehörte. Dort wurde sie Mitglied im Jugendfürsorgeausschuss, im Sozialpolitischen Ausschuss und im Rechtsausschuss. Sie war für Sozial- und Gleichstellungspolitik zuständig, befasste sich dabei vor allem mit Fragen des Haushalts und der Steuer, aber auch die Wiedergutmachung zählte zu ihren politischen Anliegen. In einer Aufsehen erregenden Grundsatzrede im Bundestag im Jahr 1956 unterstützte sie die Oppositionellen in Ungarn: „Sie brachten die Opfer für uns alle, für den Gedanken der Freiheit schlechthin, und daraus erwächst uns die Verpflichtung, diesen Menschen zu helfen.“
Herta Ilk war die erste Juristin im Bundestag und sie war eine streitbare Juristin für die Rechte der Frauen. Dabei halfen ihr ihre Verbindungen zu anderen Politikerinnen und Frauenrechtlerinnen, wie z. B. Marie-Elisabeth Lüders und Dorothee von Velsen. Als 1949 auf der Sitzung des FDP-Hauptausschusses in Frankfurt am Main festgestellt wurde, dass kaum Frauen für den Bundestag aufgestellt worden waren, verwies Ilk darauf, dass im künftigen Parlament „ein der neuzeitlichen Stellung der Frau angepasstes Recht“ erkämpft werden müsse. Dennoch überwogen die Vorurteile in ihrer Partei, dass Frauen keine Zeit hätten, oder es nur wenige gäbe, die „die schwere parlamentarische Arbeit auch wirklich leisten könnten“ und die FDP zog nach der Bundestagswahl am 14. August 1949 mit 52 Abgeordneten – ohne eine einzige Frau – in das Parlament ein. Nur drei Monate später konnte Ilk für den verstorbenen Fritz Linnert in den Bundestag nachrücken. Im gleichen Jahr lehnten die FDP-Vertreter unter dem Parteivorsitzenden und späteren Bundesjustizminister Thomas Dehler bei der Beratung von Art. 3 des Grundgesetzes die von den Frauen vorgeschlagene Formulierung zur Gleichberechtigung ab. Herta Ilk gehörte zu den Initiatoren des öffentlichen Protests der Frauen und forderte von Dehler, die „volle Gleichberechtigung der Frau auf allen Rechtsgebieten“ im Verfassungsartikel zu verankern. Sie befürwortet in einer ihrer Reden die getrennte Besteuerung von Eheleuten und weist auf die Ungerechtigkeit bei der Behandlung des Einkommens der Ehefrau aus selbständiger Arbeit hin.

Dies wiederholte sich noch einmal bei der Auseinandersetzung um das Gleichberechtigungsgesetz 1957, als die Mehrheit des Bundestages das Letztentscheidungsrecht des Ehemannes in familiären Angelegenheiten, insbesondere bei Fragen des Kindeswohls, beibehalten wollte. Die männlichen Mitglieder des Bundestags verwiesen mehrheitlich auf die jahrhundertealte Ordnung der Geschlechter, worauf Herta Ilk erwiderte:
„Meine Herren, die Sie im Kriege gewesen sind und Ihre Frauen mit der großen Verantwortung für Ihre Kinder in allen Fragen der Entscheidung haben zurücklassen müssen, Sie haben in den Jahren 1945 und 1946 von sich aus anerkannt, dass Ihre Frauen durchaus in der Lage sind, mit Ihnen gleichermaßen alle Problem, die die Kinder berühren, zu beraten und zu entscheiden.“

„Wir werden nicht von vornherein dem Ehemann bzw. dem Vater das unbedingte Recht einräumen, auf den Tisch zu schlagen und in jedem Fall zu sagen: Jetzt will ich nicht!“
Nachdem das Gesetz dennoch verabschiedet worden war, legte der Deutsche Juristinnenbund Beschwerde vor dem Bundesverfassungsgericht ein, die zuletzt Erfolg hatte. Ilk war eine der Unterstützerinnen. Die Frauen erreichten „[...] dass bereits im Juli 1959 die beiden Vorschriften, also Letztenscheidungsrecht des Vaters und alleinige gesetzliche Vertretung des Kindes durch den Vater, vom Bundesverfassungsgericht für nichtig erklärt worden sind.“
Nach ihrem Ausscheiden aus dem Bundestag war sie von 1960 bis 1970 Stadträtin in Augsburg. Ilk war 1961 Gründerin und Mitglied des ersten Vorstandes der Gesellschaft für die Freiheit – Freunde und Förderer der Friedrich-Naumann-Stiftung.

## Ehrungen
- Verdienstkreuz 1. Klasse der Bundesrepublik Deutschland (1968)